# شكل تربيعي

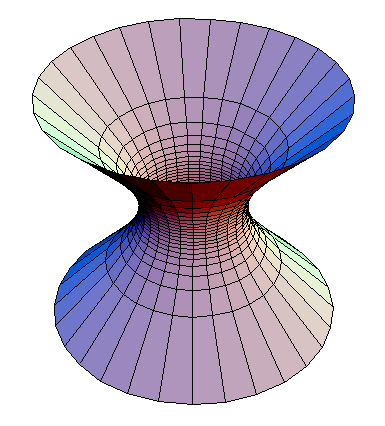

في الرياضيات، شكل تربيعي هو متعددة حدود متجانسة من الدرجة الثانية، وتحوي عدة متحولات. على سبيل المثال،
{\displaystyle 4x^{2}+2xy-3y^{2}}
شكل تربيعي بمتغيرين اثنين هما x و y. عادة ما تنتمي المعاملات إلى حقل معين ما K، مجموعتا الأعداد الحقيقية والعقدية مثالان على ذلك. يقال عن هذه الصيغ أنها أشكال تربيعية على الحقل K.
تعتبر الصيغ التربيعية من الصيغ الأساسية في الرياضيات، حيث تظهر في العديد من التطبيقات في نظرية الأعداد والجبر الخطي ونظرية الزمر والهندسة التفاضلية ونظرية لاي والهندسة الريمانية وغيرها. كما تستخدم أيضاً في الفيزياء والكيمياء على أنها طاقة نظام ما.
ميز الشكل التربيعي عن المعادلات التربيعية. في هذه الأخيرة، هناك متغير واحد والحدود هي من الدرجة الثانية وما أقل (أي من الدرجة الأولى والدرجة الصفر). الأشكال التربيعية هي حالة خاصة من مفهوم أكثر عموما هو متعددات الحدود المتجانسة.

## مقدمة
{\displaystyle {\begin{aligned}q(x)&=ax^{2}&&{\textrm {(unary)}}\\q(x,y)&=ax^{2}+bxy+cy^{2}&&{\textrm {(binary)}}\\q(x,y,z)&=ax^{2}+bxy+cy^{2}+dyz+ez^{2}+fxz&&{\textrm {(ternary)}}\end{aligned}}}
انظر إلى شكل تربيعي ثنائي.

## التاريخ
تعود دراسة أشكال خاصة من الأشكال التربيعية قرونا عديدة. يُخص بالذكر المسألة المتمثلة في إمكانية كتابة عدد طبيعي ما قيمة لشكل تربيعي ما. على سبيل المثال، تجيب مبرهنة فيرما حول مجموع مربعين على السؤال التالي : متى يمكن كتابة عدد ما مجموعا لمربعين ؟.
في عام 1801، نشر كارل فريدريش غاوس كتابه تحت عنوان استفسارات حسابية. خُصص جزء مهم من هذا الكتاب إلى الأشكال التربيعية الثنائية ذات المعاملات المساوية لأعداد صحيحة.

## أشكال تربيعية حقيقية
انظر إلى مصفوفة متماثلة.
{\displaystyle q_{A}(x_{1},\ldots ,x_{n})=\sum _{i,j=1}^{n}a_{ij}{x_{i}}{x_{j}}.}

## تعريفات
تعطى الصيغ التربيعية بمتغير واحد أواثنين وثلاثة متغيرات على الشكل التالي:
- {\displaystyle F(x)=ax^{2}}
- {\displaystyle F(x,y)=ax^{2}+by^{2}+cxy}
- {\displaystyle F(x,y,z)=ax^{2}+by^{2}+cz^{2}+dxy+exz+fyz}